# Бун (округ, Кентуккі)
Шаблон:StateAbbr_ 38°58′ пн. ш. 84°44′ зх. д. / 38.97° пн. ш. 84.73° зх. д.
Округ Бун (англ. Boone County) — округ (графство) у штаті Кентуккі, США. Ідентифікатор округу 21015.

## Історія
Округ утворений 1798 року.

## Демографія
За даними перепису
2000 року
загальне населення округу становило 85991 осіб, зокрема міського населення було 65131, а сільського — 20860.
Серед мешканців округу чоловіків було 42499, а жінок — 43492. В окрузі було 31258 домогосподарств, 23435 родин, які мешкали в 33351 будинках.
Середній розмір родини становив 3,17.
Віковий розподіл населення поданий у таблиці:
| Стать    | До 15 років | 15-21 | 22-29 | 30-39 | 40-49 | 50-65 | 65-85 | Понад 85 |
| -------- | ----------- | ----- | ----- | ----- | ----- | ----- | ----- | -------- |
| Чоловіки | 10664       | 4156  | 4580  | 7436  | 6902  | 5915  | 2692  | 154      |
| Жінки    | 10114       | 3984  | 4546  | 7624  | 7067  | 6062  | 3603  | 492      |

## Суміжні округи
- Гамільтон, Огайо — північ
- Кентон — схід
- Грант — південь
- Ґаллатін — південний захід
- Світзерленд, Індіана — захід
- Огайо, Індіана — захід
- Дірборн, Індіана — північний захід

## Виноски
1. ↑  U.S. Decennial Census. United States Census Bureau. Архів оригіналу за 26 квітня 2015. Процитовано 12 серпня 2014.
2. ↑  Historical Census Browser. University of Virginia Library. Архів оригіналу за 11 серпня 2012. Процитовано 12 серпня 2014.
3. ↑  Population of Counties by Decennial Census: 1900 to 1990. United States Census Bureau. Архів оригіналу за 13 жовтня 2014. Процитовано 12 серпня 2014.
4. ↑  Census 2000 PHC-T-4. Ranking Tables for Counties: 1990 and 2000 (PDF). United States Census Bureau. Архів оригіналу (PDF) за 18 грудня 2014. Процитовано 12 серпня 2014.
5. ↑  State & County QuickFacts. United States Census Bureau. Архів оригіналу за 7 липня 2011. Процитовано 5 березня 2014. [Архівовано 2011-06-07 у Wayback Machine.](англ.) Наведено за англійською вікіпедією.
6. ↑  American FactFinder. Бюро перепису населення США. Архів оригіналу за 26 лютого 2012. Процитовано 31 січня 2008. [Архівовано 2008-05-21 у Wayback Machine.]

| США | Це незавершена стаття з географії США. Ви можете допомогти проєкту, виправивши або дописавши її. |